# Thomas Buzzard
Pour les articles homonymes, voir Buzzard.
Thomas Lovell Buzzard, né le 24 août 1831 à Londres et mort le 1er janvier 1919 dans la même ville est un médecin britannique de l'ère victorienne dont l'essentiel de la carrière s'est déroulé à l'hôpital national de Queen Square. Il est l'un des pionniers de la neurologie britannique, le fondateur d'une société contre l'épilepsie et est également connu pour ses  écrits sur la maladie de Parkinson. L'un des derniers médecins à avoir été formé par la voie de l'apprentissage, Buzzard a été témoin de la guerre de Crimée et a servi de modèle pour le célèbre tableau de Fildes The Doctor.

## Biographie

### Jeunesse et formation
Il naît à Cross Street, Hatton Garden, un quartier Londres. Son père, George était avocat. Après avoir fait ses études au King's College, Buzzard il devient apprenti chez un médecin de ville, avant d'entrer au King's College Hospital où il est employé dans le service de Sir William Fergusson (en) comme interne en chirurgie (House Surgeon).

### Sa carrière chirurgicale
En 1854, il prend part à la lutte contre l'épidémie de choléra de Soho. En 1855, il rejoint le personnel médical britannique avec l'armée ottomane et assiste au siège de Sébastopol. Il a également été envoyé spécial en Crimée pour le Daily News. Pour cela, il a été honoré de la médaille de Crimée avec fermoir, de l'Ordre du Medjidie et de la médaille de guerre turque.

### Sa carrière de neurologue
Buzzard obtient son diplôme de MB, avec la médaille d'or en chirurgie, en 1857, après son retour de Crimée. Il a passé les six années suivantes en médecine générale à Londres et à contribuer au Daily News et au Lancet .
Recommandé par John Hughlings Jackson, en 1867, Buzzard est nommé au personnel de l'hôpital national pour paralysés et épileptiques. Il est en partie responsable de la réputation internationale de Queen Square.
En 1891, il écrit On the simulation of hysteria by organic disease of the nervous system (Sur la simulation de l'hystérie par une maladie organique du système nerveux) et des articles sur la neurologie et des sujets connexes pour le dictionnaire de médecine de Quain.
Buzzard a également écrit sur la paralysie agitante, le premier article sur la maladie de Parkinson dans la revue Brain  Il est considéré comme un pionnier de la neurologie.
La plus grande société d'épilepsie du Royaume-Uni, la National Society for Epilepsy, a été fondée au domicile de Buzzard à Londres en 1892. Sa première mission était d'établir une communauté agricole où les personnes atteintes d'épilepsie pourraient vivre et travailler.

### Vie privée et familiale

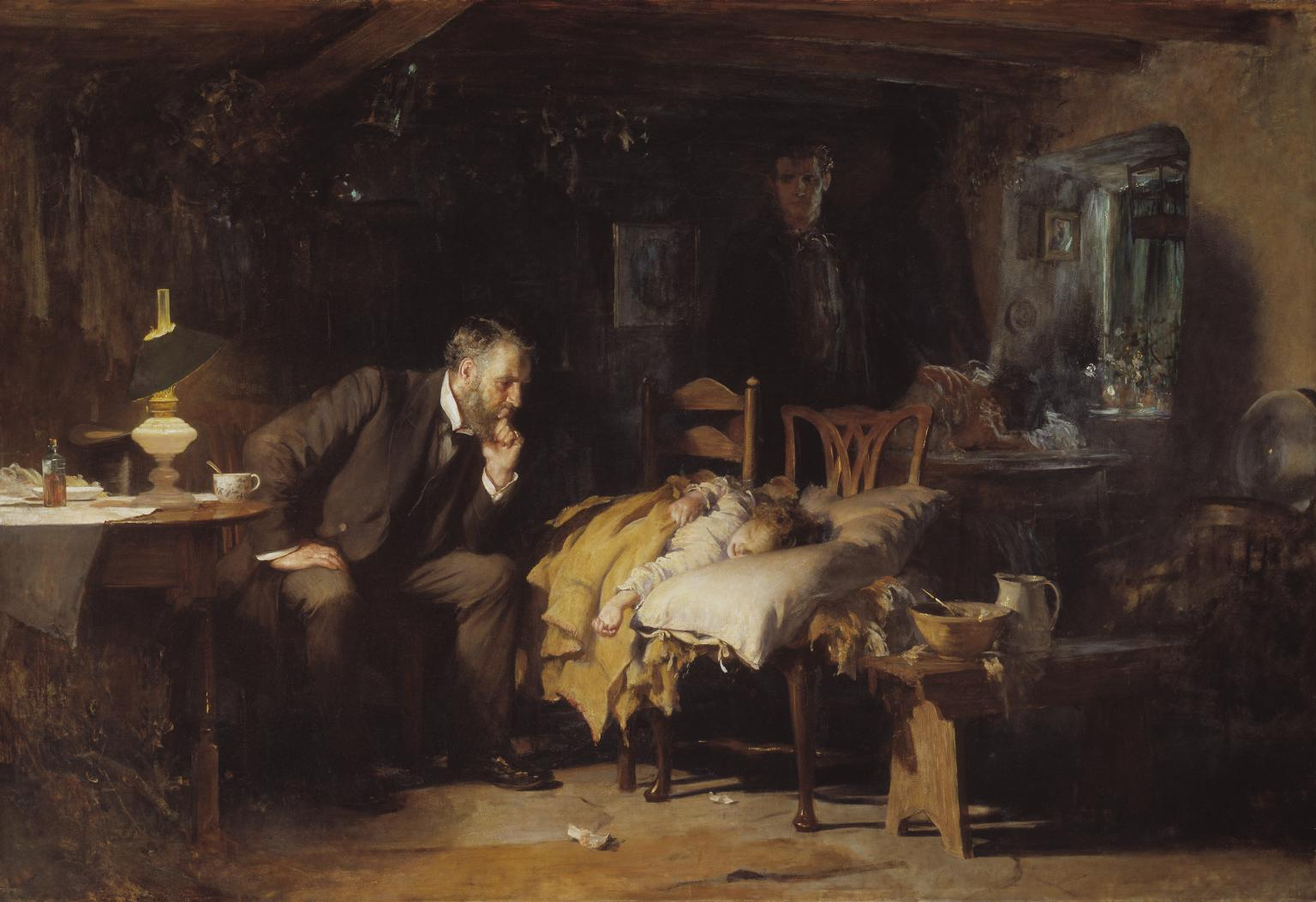
Le Docteur, Luke Fildes, 1891. Huile sur toile, Tate Gallery, Londres.

Buzzard a fait partie du corps des fusilliers de la Reine de Westminster (Queen's Westminster Rifles) de 1860 à 1867. Il aimait voyager et s'adonnait à l'aquarelle. Beaucoup de ses amis étaient des artistes de premier plan Luke Fildes peignant Le Docteur est étroitement lié à Buzzard.
En 1889, Il épouse Isabel Wass , fille de Joseph Wass, un célèbre fondeur de plomb, de Lea Green dans le Derbyshire, et eut deux filles et quatre fils, dont Sir Edward Farquhar Buzzard, 1er baronnet, FRCP, qui suivit ses traces en tant que médecin de l'hôpital national,. Ses autres fils étaient dans l'armée, le lieutenant-colonel Charles Norman Buzzard DSO CMG, Royal Artillery, le brigadier général Frances Anstie Buzzard DSO, Archibald Dougan Buzzard et ses filles, Louisa et Dorothy.

### Fin de vie
Buzzard a continué à pratiquer jusqu'à l'âge de 79  ans et a publié dans sa quatre-vingt-cinquième année un livre sur ses expériences en Crimée. Il meurt à Londres le 1er janvier 1919.

## Travaux
- Aspects cliniques des affections nerveuses syphilitiques . J. & A. Churchill, Londres, 1874.
- Conférences cliniques sur les maladies du système nerveux . J. & A. Churchill, Londres, 1882.
- Sur certaines formes de paralysie de la névrite périphérique d'origine goutteuse, alcoolique, diphtérique et autre . J. & A. Churchill, Londres, 1886.
- Sur la simulation de l'hystérie par maladie organique du système nerveux . J. & A. Churchill, Londres, 1891.
- Avec l'armée turque en Crimée et en Asie Mineure : un récit personnel . John Murray, Londres, 1915.